# Danielle Bradbery
Danielle Simone Bradbery, née le 23 juillet 1996 à Cypress (Texas), est une chanteuse de country américaine. Elle a gagné la quatrième saison de The Voice en 2013 sur la chaîne NBC,,, devenant la plus jeune candidate à remporter l'émission.
Bradbery cite Carrie Underwood, Miranda Lambert et Martina McBride parmi ses influences musicales. En parallèle à la musique country, elle écoute du hip-hop, du R&B, de la pop et de la musique espagnole.

## Carrière
Le 19 juin 2013, au lendemain de sa victoire dans l'émission The Voice, Danielle a signé pour un enregistrement avec le label Big Machine Records (qui est aussi le label de la chanteuse Taylor Swift). Son premier single, The Heart of Dixie (Le cœur de Dixie), est sorti le 16 juillet 2013. Son premier album studio est sortie le 19 novembre 2013. Le 4 août 2017, Danielle annonça que la chanson Sway sera le premier single promotionnel de son deuxième album studio intitulée I Don't Believe We've Met qui est sortie le 1er décembre 2017. Quatre autres chansons de l'album sont rendues disponibles avant la sortie de l'album. Human Diary sortie le 11 août 2017, Hello Summer sortie le 22 septembre 2017, Potential, sortie le 20 octobre 2017 et Worth it sortie le 10 novembre 2017. Le 5 mars 2018, Danielle lance le deuxième single de l'album Worth It. Le 3 août 2018, Danielle annonce la sortie du troisième single de I Don't Believe We've Met  intitulée Goodbye Summer qui est une version remaniée de la chanson Hello Summer. La nouvelle version est un duo avec le chanteur country Thomas Rhett qui a notamment collaboré à l'écriture de la chanson originale.  
En 2019, elle participe à la bande originale du film Charlie's Angels, troisième volet de la franchise du même nom, avec la chanson Blackout, composée spécialement pour l'occasion.

## Discographie

### Titres tirés deThe Voice
| Album                            | Détails                                                                          | Classement | Classement | Classement | Ventes |
| Album                            | Détails                                                                          | US Country | US         | CAN        | Ventes |
| -------------------------------- | -------------------------------------------------------------------------------- | ---------- | ---------- | ---------- | ------ |
| The Complete Season 4 Collection | - Release date: 19 juin 2013 - Label: Republic Records - Formats: music download | 6          | 19         | 30         | 23,480 |

| "Maybe It Was Memphis"                             | 25 | 92  | 6  | 90 | US: 136,000 |
| "Wasted"                                           | 35 | —   | 25 | —  | US: 30,000  |
| "Heads Carolina, Tails California"                 | 23 | 91  | 6  | 98 | US: 57,000  |
| "Grandpa (Tell Me 'Bout the Good Ol' Days)"        | 24 | 89  | 6  | 73 | US: 63,000  |
| "A Little Bit Stronger"                            | 31 | 108 | 13 | —  | US: 36,000  |
| "Shake the Sugar Tree"                             | 38 | —   | 24 | —  | US: 25,000  |
| "Who I Am"                                         | 22 | 78  | 7  | 66 | US: 60,000  |
| "Please Remember Me"                               | 30 | 91  | 9  | 86 | US: 47,000  |
| "Born to Fly"                                      | 20 | 75  | 4  | 79 | US: 68,000  |
| "Timber, I'm Falling in Love" (with Blake Shelton) | 30 | 101 | —  | 71 | US: 44,000  |
| "—" denotes releases that did not chart            |    |     |    |    |             |

### Albums
| Titre                     | Détails                                                                                      |
| ------------------------- | -------------------------------------------------------------------------------------------- |
| Danielle Bradbery         | - Release date: November 25, 2013 - Label: Big Machine Records - Formats: CD, music download |
| I Don't Believe We've Met | - Release date : December 1, 2017 - Label : BMLG Records - Formats : CD, music download      |

### Singles
| Année | Single                                | Classement | Classement         | Classement | Classement | Ventes      | Album                                                 |
| Année | Single                                | US Country | US Country Airplay | US         | CAN        | Ventes      | Album                                                 |
| ----- | ------------------------------------- | ---------- | ------------------ | ---------- | ---------- | ----------- | ----------------------------------------------------- |
| 2013  | "The Heart of Dixie"                  | 16         | 27                 | 58         | 60         | US: 375,000 | Danielle Bradbery                                     |
| 2014  | "Young in America"                    | -          | 49                 | -          | -          | -           | Danielle Bradbery                                     |
| 2015  | "Friend Zone"                         | 50         |                    |            |            | US: 20,000  |                                                       |
| 2017  | "Sway"                                | 39         | 47                 |            |            | US: 90,000  | I Don't Believe We've Met                             |
| 2018  | "Worth It"                            | 49         | 46                 |            |            | US : 15,000 | I Don't Believe We've Met                             |
| 2018  | "Goodbye Summer" (Feat. Thomas Rhett) |            |                    |            |            |             |                                                       |
| 2019  | Blackout                              | -          | -                  | -          | -          | -           | Charlie's Angels - Original Motion Picture Soundtrack |

### Vidéos
| Année | Vidéo                | Directeur      |
| ----- | -------------------- | -------------- |
| 2013  | "The Heart of Dixie" | Shane Drake    |
| 2017  | "Sway"               | Shaun Silva    |
| 2018  | "Worth It"           | Keith J. Leman |